# Dehmer Burg

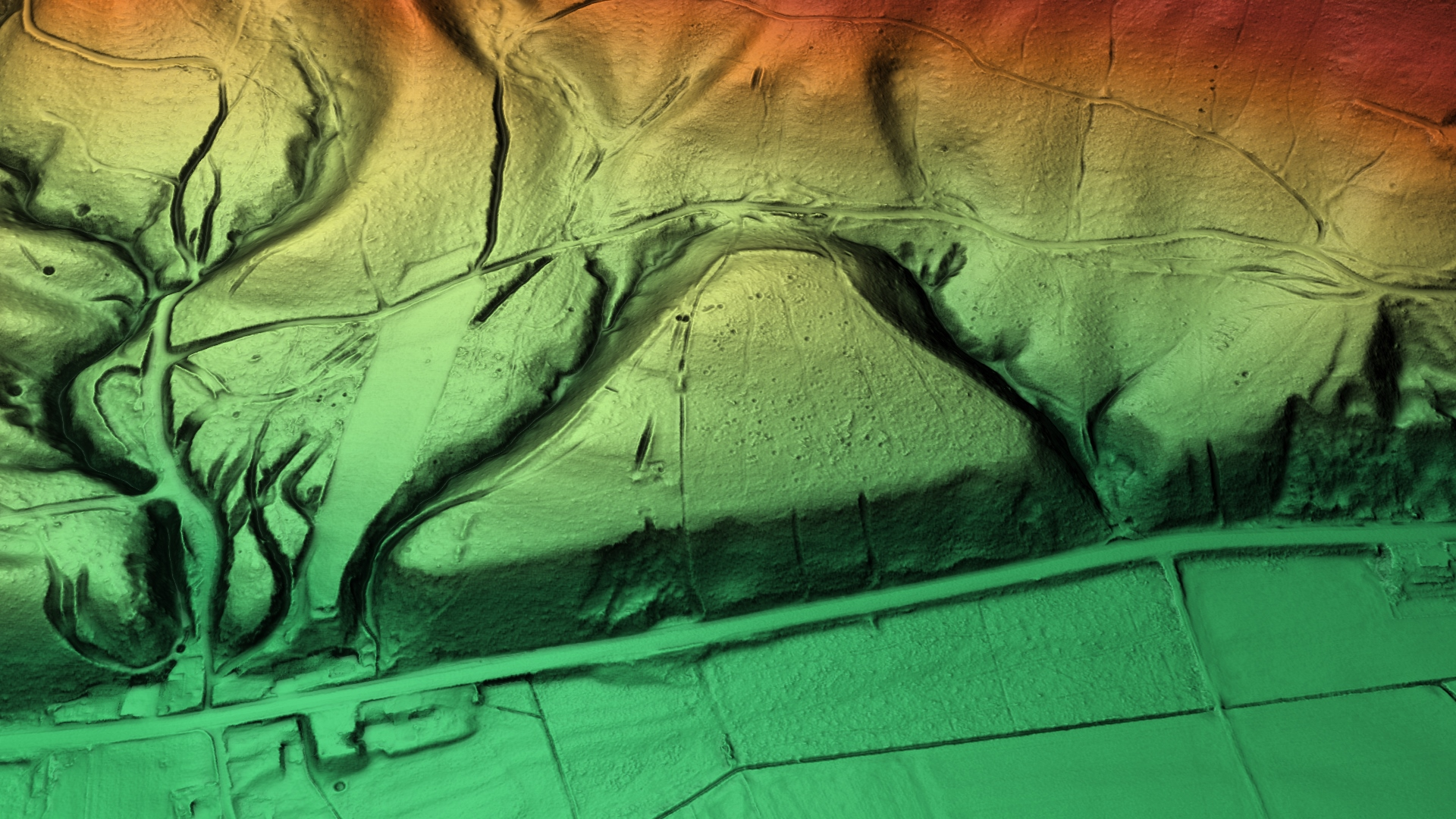
3D-Ansicht des digitalen Geländemodells

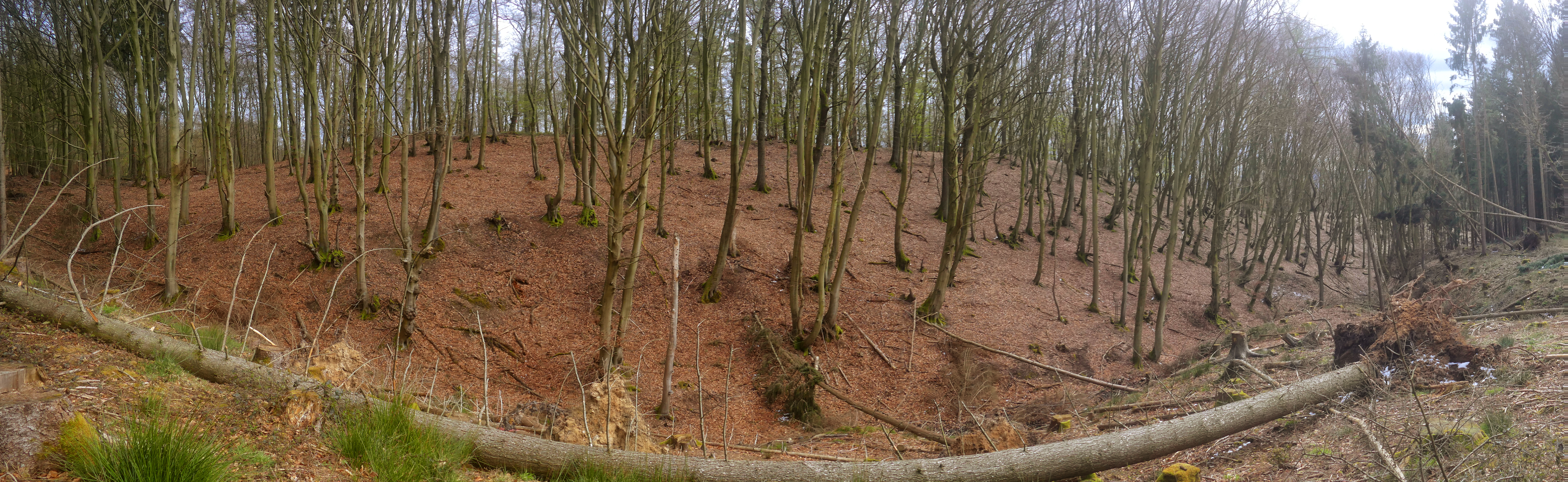
Westhang

Die Dehmer Burg ist eine Wallburg im Wiehengebirge oberhalb des Stadtteils Dehme der Stadt Bad Oeynhausen in Ostwestfalen. Sie entstand möglicherweise schon in der vorrömischen Eisenzeit (ab 500 v. Chr.) und wurde archäologischen Untersuchungen zufolge noch bis in frühmittelalterliche Zeit im 7. Jahrhundert genutzt. Die spärlichen Fundstücke und die Bauweise lassen auf eine ursprüngliche Funktion als Fliehburg für die Bevölkerung schließen.

## Beschreibung
Bei der Höhenburganlage handelte es sich um einen dreiecksförmigen Ringwall auf einer Bergkuppe auf etwa 100 m über NN am Südhang des Wiehengebirges. Sie hat Ausmaße von etwa 400 × 200 m und verfügt damit über eine Fläche von etwa 8 ha. Zwei Seiten der Bergkuppe sind durch tiefe und steile Bachschluchten geschützt, eine Seite liegt zum tief abfallenden Berghang. An der zum Berg gelegenen Südwestseite lag der Zugang mit dem Eingangstor. Er war durch einen tiefen Hohlweg erreichbar. 
Die Anlage wurde durch archäologische Ausgrabungen in den Jahren 1904 und 1986 untersucht. Dabei gab es nur spärliche Funde, was auf eine nur gelegentliche Nutzung als Fliehburg schließen lässt. Gefundene Tonscherben stammten aus der Zeit um 500 v. Chr. Auch wurden Fundamentreste von Palisaden aus Holz gefunden. Es wird daher vermutet, dass die Wälle mit Palisaden bestanden waren. Ebenso wird ein mit Palisaden befestigter Zugang zu den Quellen in den Bachschluchten angenommen.
Auf Grund dieser Funde und der Art der Befestigungstechnik wurde die Anlage der Wallburg früher in die vorrömische Eisenzeit datiert. Radiokohlenstoffdatierungen aus den Jahren 1987/1988 lassen auch einen späteren Baubeginn in der Römischen Kaiserzeit möglich erscheinen. Holzkohlenreste wurden in das 3. bis 7. Jahrhundert datiert.
Die Wallburg scheint bis zur karolingischen Zeit genutzt worden sein. 

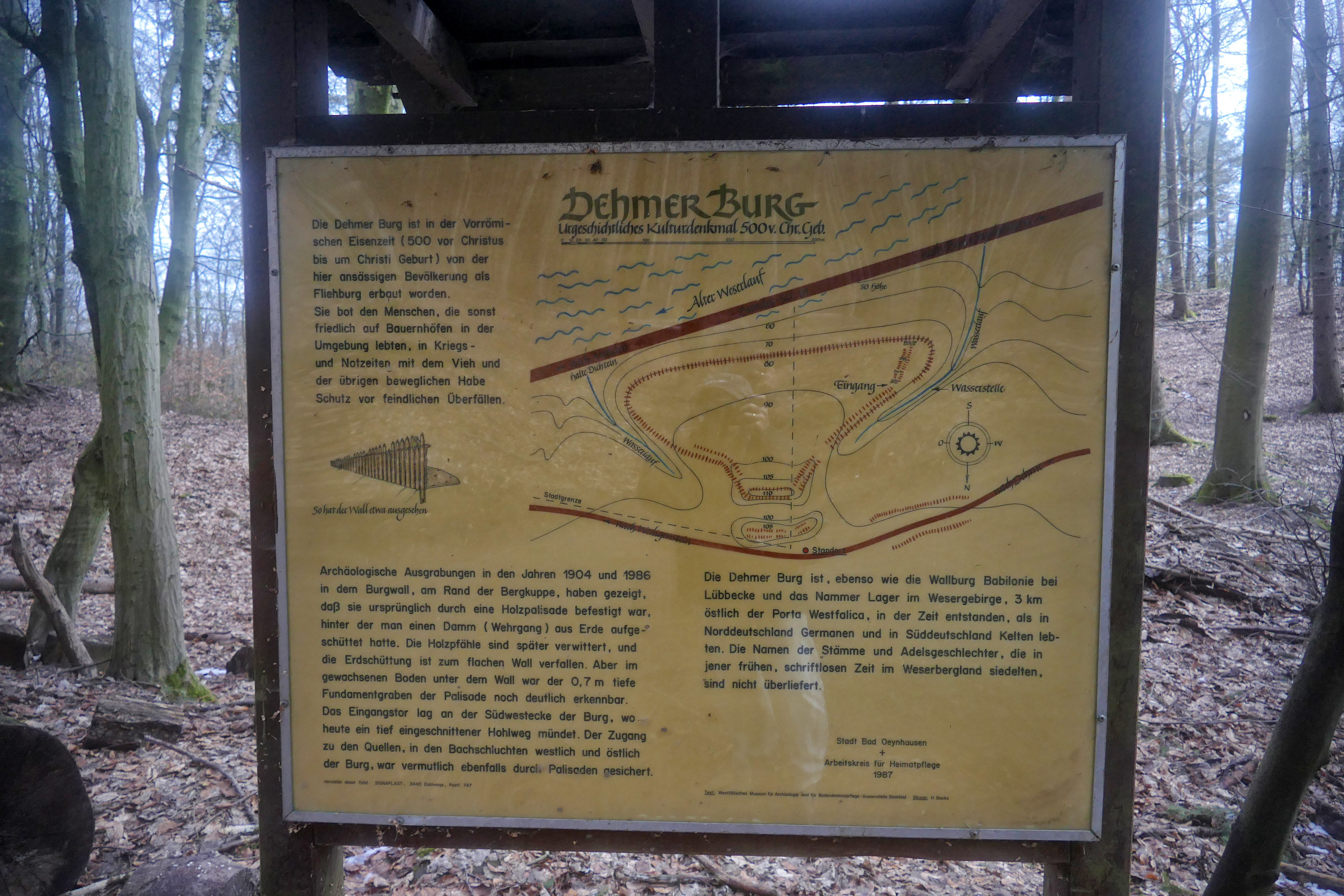
Infotafel am Torweg

Die heutigen Reste der Befestigungsanlage bestehen aus den Erdwällen, die noch eine Höhe von etwa 1 m aufweisen. Die Anlage stellt heute ein Bodendenkmal dar.